# 소태아혈청
소태아혈청 또는 FBS(Fetal Bovine Serum)은 소 태아에서 채취한 혈액의 혈청이다. 소태아혈청은 진핵 세포의 생체외 세포 배양을 위해 가장 널리 사용되는 혈청 보충제이다. 매우 낮은 수준의 항체를 가지고 있고 더 많은 성장 인자를 포함하고 있기 때문에 다양한 세포 배양 응용 분야에서 다재다능하게 사용할 수 있다.
구상 단백질인 소혈청알부민(BSA, Bovine Serum Albumin)은 소태아혈청의 주요 구성 요소이다. 소태아혈청의 다양한 단백질은 배양된 세포를 생존, 성장 및 분열 할 수 있는 배지로 유지하게 한다.
소태아혈청은 완전히 정의된 배지 구성 요소가 아니므로 세포 배양 간에 구성이 다를 수 있다. 그 결과 무혈청 및 화학적으로 정의된 배지(CDM, Chemically Defined Medium)가 우수실험실관리기준의 문제로 개발되었다. 그러나 무혈청 배지의 효과는 제한적이다. 많은 세포주가 성장하기 위해 여전히 혈청을 필요로 하며, 많은 무혈청 배지는 좁은 정의의 유형의 세포를 위한 것이다. 따라서 소태아혈청이 세포 배양에 주로 사용된다.

## 생산
소태아혈청은 유제품 산업의 부산물이다. 세포 배양에 사용되는 대부분의 동물 혈청과 마찬가지로 소태아혈청은 인간이 섭취할 육류를 공급하는 젖소의 상업적 도축장에서 수집한 혈액에서 생산된다.
소태아혈청 생산 과정의 첫 번째 단계는 도축된 소에서 태아를 제거한 후 소 태아의 혈액을 채취하는 것이다. 혈액은 멸균된 용기나 혈액백에 무균적으로 수집된 다음 응고시킨다. 일반적인 채취 방법은 심장 천자이며 바늘이 심장에 삽입된다. 이 방법은 태아 자체 및 환경으로부터의 미생물에 의한 혈청 오염의 위험을 최소화한다. 그런 다음 원심 분리하여 피브린 응고를 제거하고 나머지 혈액 세포는 투명한 노란색 색상의 혈청을 형성한다. 혈청은 세포 배양에 적합하게 만드는 데 필요한 추가 처리 전에 냉동된다.
두 번째 단계는 일반적으로 여과 체인을 사용하는 여과를 포함하며 최종 여과는 삼중 멸균을 실행한다. 평판이 좋은 상업적 혈청 공급 업체에 의해 처리되는 경우, 멸균된 소태아혈청은 엄격한 품질 관리 테스트를 거쳐 상세한 분석 증명서와 함께 제공된다. 인증서는 전체 테스트 결과와 혈청 기원에 관한 정보를 제공한다. 분석 인증서는 상용 공급 업체 사이에 차이가 있지만 일반적으로 다음과 같은 세부 정보가 포함된다.
- 선별여과문
- 원산지
- 세포 성장 성능 테스트
- 미생물 무균 시험
- 미코플라스마 및 바이러스
- 독소
- 헤모글로빈
- 면역글로불린 G의 총 단백질 분석

## 윤리적 문제
소태아의 잠재적 고통으로 인해 채혈 과정에 대한 윤리적 의문이 제기되었다. 저산소증이나 적극적인 도살이 혈청 채취 전에 무의식이나 죽음을 유도하는 데 사용될 수 있지만, 살아있는 태아가 산소에 노출되면 죽기 전에 인식을 하게 될 수 있으며, 혈청 채취 윤리에 대한 활발한 논쟁을 불러 일으키고 있다.

## 혈청 사용
소태아혈청은 많은 제조업체에서 판매하고 있으며, 시험관 내에서 성장한 세포는 매우 민감하기 때문에 특정 배지를 테스트하여 특정 세포 유형에 대한 적합성을 확인한다. 배지에서 배지로 변경할 때, 예를 들어 기존 혈청의 50%를 새 혈청의 50%와 혼합하고 세포가 새로운 물질에 적응할 수 있도록 하여, 세포를 새로운 배지의 재료에 맞추는 것이 일반적이다.
혈청은 성장 인자와 같은 성분의 안정성을 보존하기 위해 냉동 보관된다. 혈청이 해동되면 약간의 침전물이 보일 수 있다. 이것은 정상적인 현상이며 어떤식으로든 혈청의 품질을 손상시키지 않는다. 침전물은 혈청을 멸균 튜브로 옮기고 400 x g에서 5분 동안 원심 분리하여 제거할 수 있다.
침전물을 제한하려면 혈청을 2~8˚C의 냉장고에서 해동하는 것이 좋다. 이 과정에서 혈청을 정기적으로 교반해야 한다. 반복되는 동결-해동은 피해야 하며 동결하기 전에 혈청을 일회용 사용량으로 분주하는 것이 좋다.

## 기술적 문제
소태아혈청은 많은 세포가 성장하는 데 필요한 복잡한 단백질 구성 요소를 포함하고 있기 때문에 세포 배양에 성공적으로 사용되고 있다. 하지만 많은 양의 정의되지 않은 단백질은 원하지 않는 세포 자극을 유발할 수 있다. 이것이 혈청 결핍이 사이토카인 발현의 미묘한 변화를 측정해야하는 실험에서 일반적으로 사용되는 이유이다. 이것은 소태아혈청을 사용하여 세포를 유지하는 데 사용할 수 있지만, 실험 전에 세포 통과 시 혈청을 제거하여 사이토카인 발현을 정상화시킨다.

## 참고
- 소태아혈청의 대안 : 인간 혈소판 용해물 (HPL, Human Platelet Lysate)